# Caverna Santana
Caverna Santana é uma caverna pertencente ao Parque Estadual Turístico do Alto Ribeira (PETAR), localizado na cidade de Iporanga, no estado de São Paulo, considerada um Sítio da Geodiversidade Relevância Nacional.

## Características
A caverna Santana tem aproximadamente 5 km de extensão, sendo 495 m abertos à visitação do público geral, tendo o maior volume de visitas do PETAR. Seu principal atrativo é espeleológico, tendo como suas principais funções o viés educacional, recreativo, turístico, de interesse estético e ecológico. 

## Histórico
A caverna foi descoberta pelo naturalista Ricardo Krone que registrou 41 cavernas entre 1890 e 1896 e relatou o seu potencial, embora não tivesse a possibilidade de adentrar na caverna.
Pesquisas arqueológicas indicam que o terraço situado bem em frente à entrada da caverna, entre os rios Roncador e Furnas, e as margens do ribeirão Betari, continha considerável quantidade de vestígios líticos lascados, relacionados aos grupos caçadores-coletores da Tradição Umbu. Entre os artefatos havia pontas de projéteis, raspadores diversos, furadores, lascas retocadas e grande quantidade de refugos de lascamento. A técnica utilizada, debitagem, era refinada e diversos artefatos apresentam tamanhos diminutos, sugerindo aproveitamento intensivo das peças e das matérias-primas disponíveis.
Na década de 1940, o geólogo Theodor Knecht, durante a prospecção por ouro, dinamitou e alargou a entrada e diversos trechos sifonados da caverna, instalando passarelas para acessar o salão Ester. Por volta dos anos 1960, a caverna foi aberta à visitação pública por iniciativa da Prefeitura Municipal de Iporanga, com contratação de guias e instalação de passarelas e escadas de madeira e bambu. Até a década seguinte, foram realizadas diversas explorações espeleológicas e topografias. Em uma dessas expedições, foi descoberto o Salão Taqueupa. Com o parque efetivamente implantado no início dos anos de 1980, a caverna começou a receber uma visitação mais regular, com aumento significativo a partir da segunda metade dos anos 1990. 

## Atrativos
É possível fazer o circuito fechado (entrada e saída pela mesma boca da caverna) com ramificações, totalizando 495 m de visitação. Focado em facilitar o acesso de turistas, estruturas como passarelas, pontes e escadas condicionam o caminhamento e valorizam o conjunto estético da área aberta à visitação.
Entre os principais atrativos da caverna, estão os salões com características únicas e diversidade de espeleotemas, em grande parte representada no circuito principal de visitação, incluindo estalactites, estalagmites, cortinas, represas de travertino e helictites, alguns como formas pitorescas (“cavalo”, “pata de elefante”, “bolo de noiva”, “coração”, “peru”, entre outros). Também é possível visualizar diferentes níveis que correspondem a antigas galerias que eram percorridas pelo rio Roncador. 
Ao longo do circuito de visitação são observados aspectos da geologia, tais como a solubilidade diferencial dos estratos calcários e feições freáticas e vadosas relacionadas à evolução da cavidade. Outras galerias superiores e setores da cavidade apresentam grande diversidade de espeleotemas de extrema raridade e fragilidade, com destaque ao “Salão Taqueupa” (Rede Tatus), o “Salão das Flores”, “Salão do Disco”, contudo não estão abertos ao público por medida de conservação. O salão Fafá em especial é conhecido como um dos locais em que Hermeto Pascoal realizou parte do documentário “Sinfonia do Alto Ribeira”.
Infelizmente, no circuito principal de visitação há diversos vestígios de depredação, principalmente devidos à visitação sem controle entre os anos de 1950 e início de 1980.

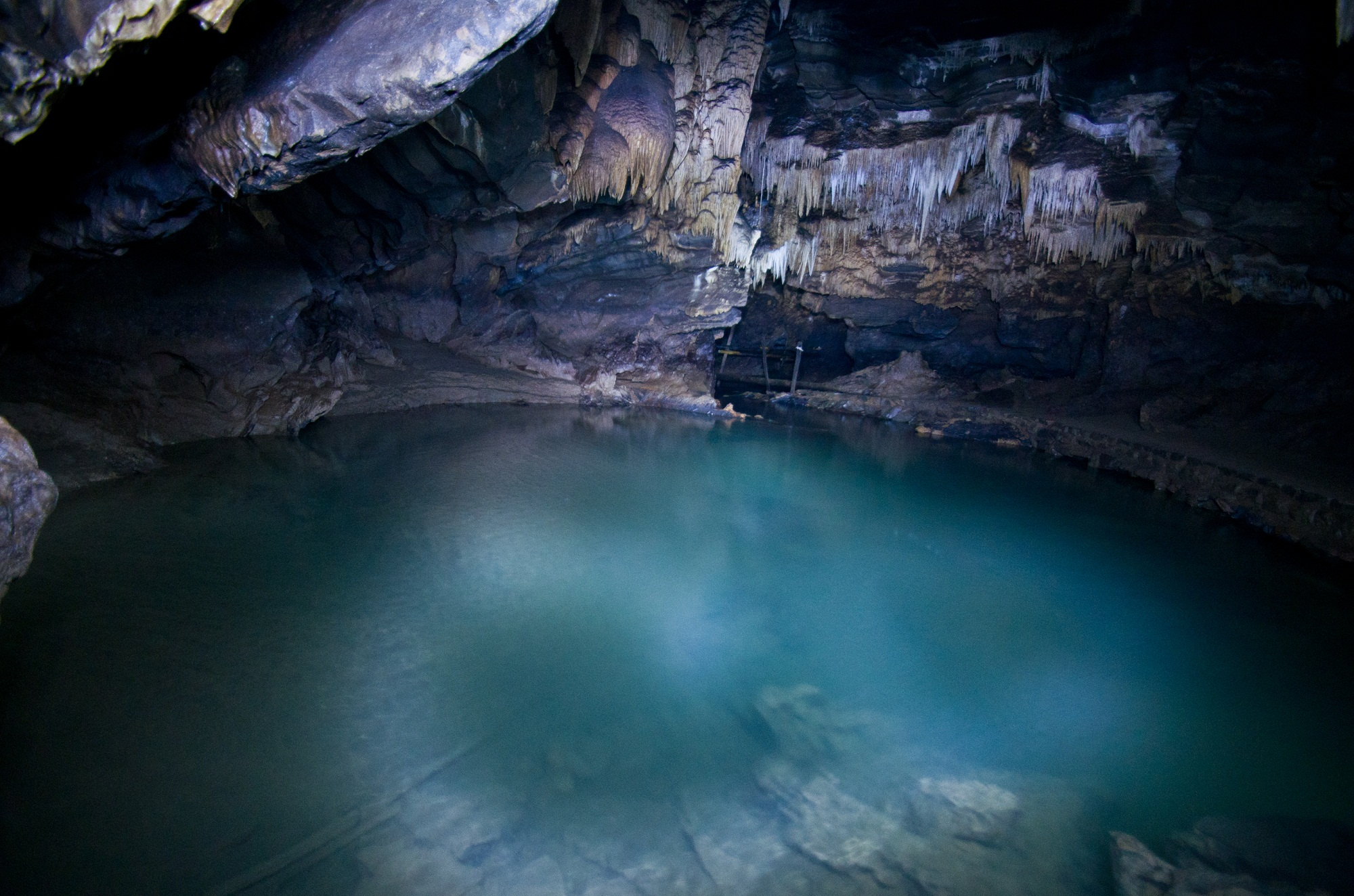
Lago
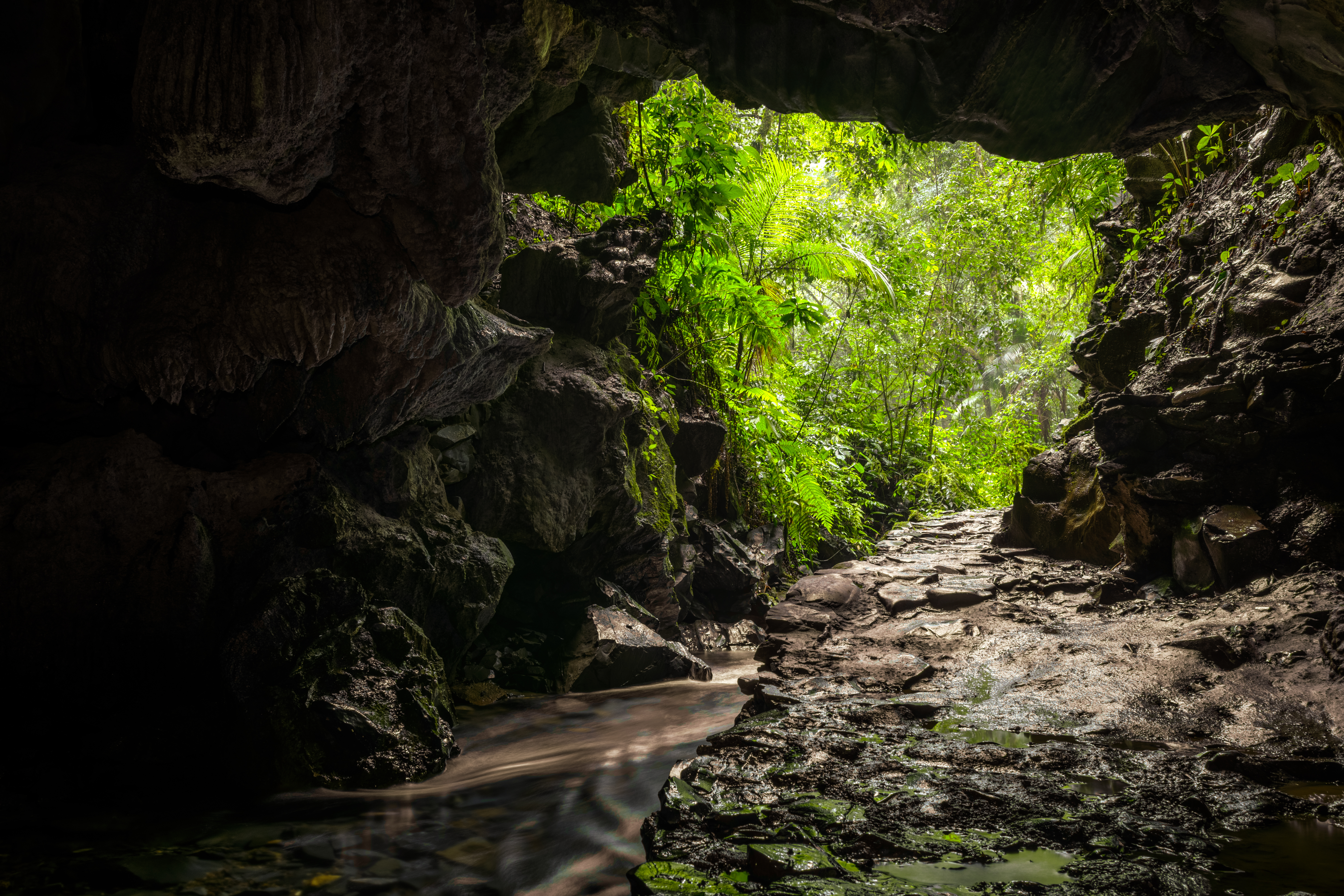
Vista interna da entrada com vegetação
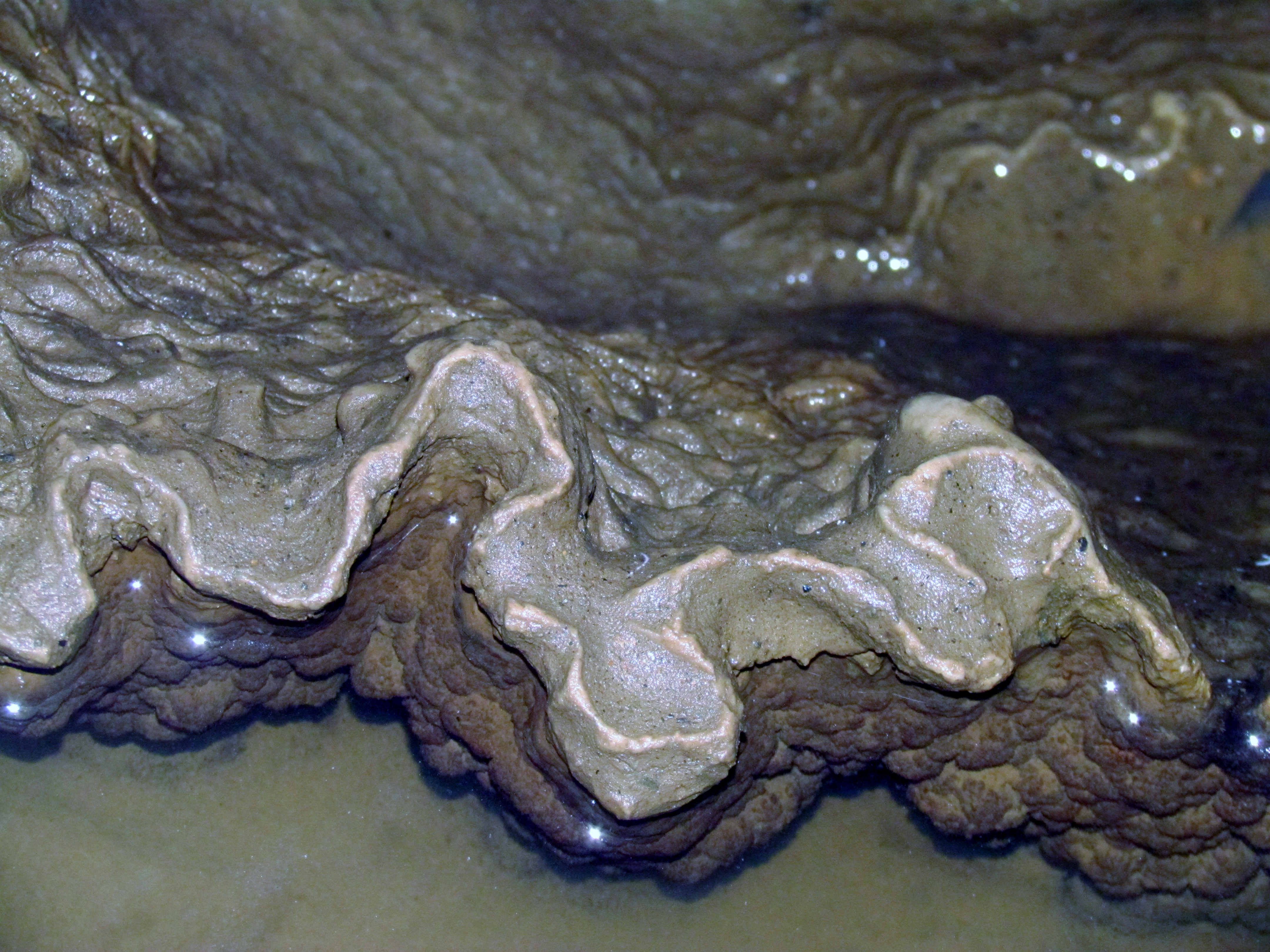
Travertino
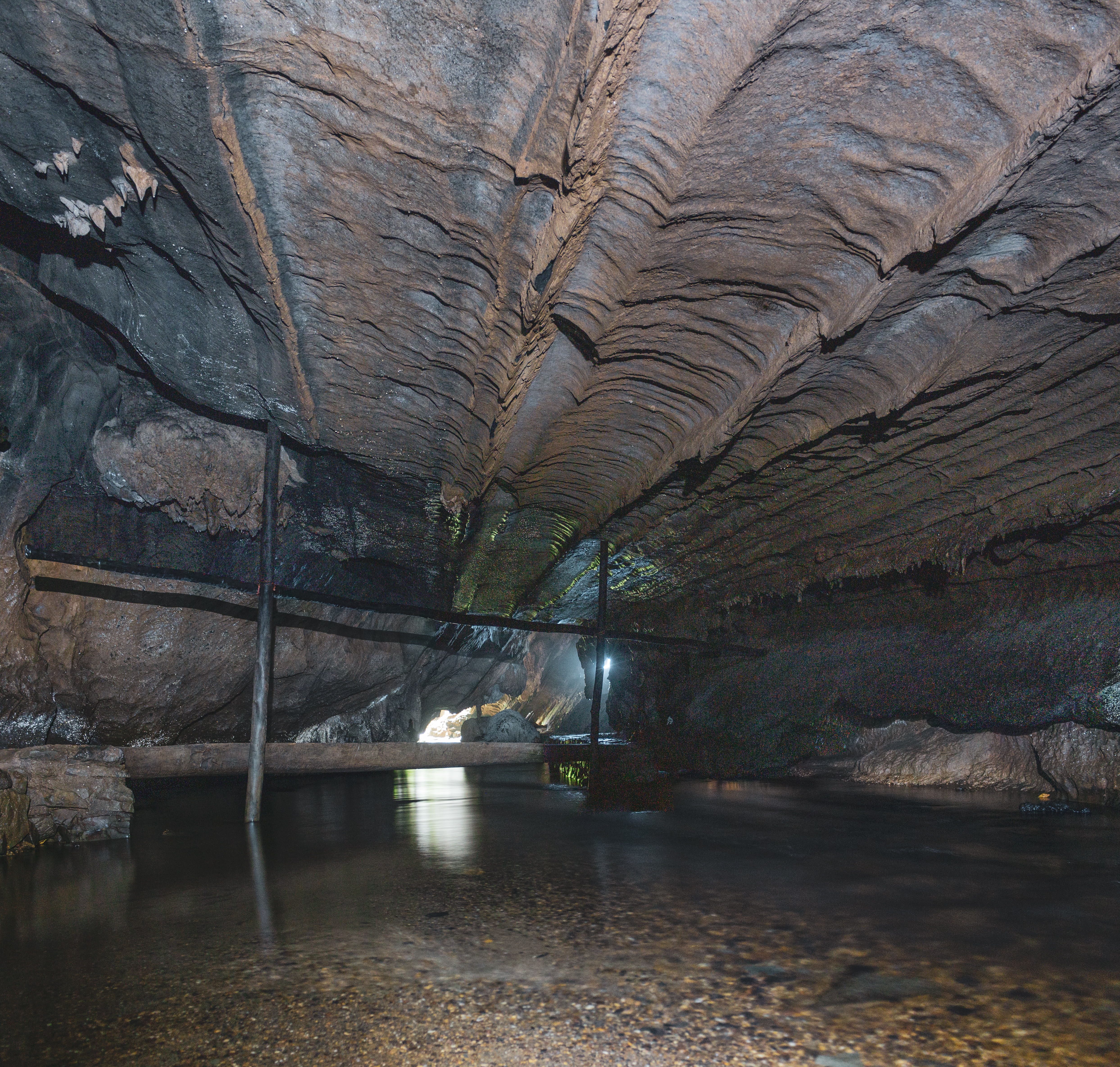
Estrutura de apoio acima do rio Roncador

## Biodiversidade

### Fauna
Estão abrigados na caverna diversos indivíduos pertencentes à fauna aquática, foram registradas 15 morfoespécies, sendo uma troglomorfa (Potamolithus sp.). 
Quanto à fauna terrestre, foram registradas 50 morfoespécies de invertebrado e duas de vertebrados, sendo que sete espécies apresentam troglomorfismos. O guano encontrado no chão da caverna indica a presença de, pelo menos, oito espécies de morcegos com diferentes hábitos alimentares, como insetívoro, nectarívoro, frugívoro e hematófago. 
Destas listas, uma espécie da fauna aquática é considerada como ameaçada no Estado de São Paulo, Aegla microphthalma (Decapoda) e outras cinco da fauna terrestre estão na lista de espécies provavelmente ameaçadas: Chthoniidae sp. (Pseudoscorpiones); Isotomidae sp., Troglopedetes sp. (Collembola); Schizogenius cf. ocellatus (Coleoptera); e Hyalella sp. (Amphipoda). Muitos destes indivíduos são encontrados em áreas com pouca atividade turística, sugerindo a fragilidade da espécie.

### Flora
De todas as cavernas abertas à visitação, Santana é a mais impactada antropicamente nas suas imediações, pois uma boa parte da sua entrada é pavimentada e sem vegetação na margem do córrego. 
Apesar de ter espécies exóticas introduzidas na sua região, como Citrus sp - Rutaceae e Hibiscus sp. – Malvaceae, há uma grande diversidade de espécies nativas. Podem ser vistas espécies arbóreas de até 12 metros, como Içara (palmeira), guapuruvu, jerivá, pau-jacaré, figueira; e diversas espécies de epífitas.